# Fußball-Verbandsliga Schleswig-Holstein 2001/02
Die Verbandsliga Schleswig-Holstein wurde zur Saison 2001/02 das 55. Mal ausgetragen und bildete den Unterbau der viertklassigen Oberliga Hamburg/Schleswig-Holstein. Die erstplatzierte Mannschaft stieg direkt auf, während die zweitplatzierte Mannschaft Relegationsspiele gegen den Zweitplatzierten der Verbandsliga Hamburg bestreiten musste (abhängig von den Absteigern aus der Regionalliga Nord). Die Mannschaften auf den drei letzten Plätzen mussten in die Bezirksoberliga absteigen.

## Vereine
Im Vergleich zur Saison 2000/01 veränderte sich die Zusammensetzung der Liga folgendermaßen: Die Husumer SV, Flensburg 08 und der FC Kilia Kiel waren in die Oberliga Hamburg/Schleswig-Holstein auf-, während keine Mannschaft aus Schleswig-Holstein aus der Oberliga Hamburg/Schleswig-Holstein in die Verbandsliga abgestiegen war. Die beiden Absteiger hatten die Verbandsliga verlassen und wurden durch die fünf Aufsteiger TSV Fahrdorf (Wiederaufstieg nach zwei Spielzeiten), VfB Lübeck II (Wiederaufstieg nach 30 Jahren), PSV Union Neumünster (Wiederaufstieg 21 Jahre nach dem Abstieg des FC Union Neumünster), FT Eider Büdelsdorf und FSV Borussia Lübeck (beide erstmals in der höchsten Amateurliga Schleswig-Holsteins) ersetzt.
| Verein               | Stadt                 | Kreis                 | Qualifikation                           |
| -------------------- | --------------------- | --------------------- | --------------------------------------- |
| Holstein Kiel II     | Kiel                  |                       | 4. Platz 2000/01                        |
| Itzehoer SV          | Itzehoe               | Steinburg             | 5. Platz 2000/01                        |
| TSB Flensburg        | Flensburg             |                       | 6. Platz 2000/01                        |
| Oldenburger SV       | Oldenburg in Holstein | Ostholstein           | 7. Platz 2000/01                        |
| Rot-Weiß Moisling    | Lübeck                |                       | 8. Platz 2000/01                        |
| Eckernförder SV      | Eckernförde           | Rendsburg-Eckernförde | 9. Platz 2000/01                        |
| SV Henstedt-Rhen     | Henstedt-Ulzburg      | Segeberg              | 10. Platz 2000/01                       |
| NTSV Strand 08       | Timmendorfer Strand   | Ostholstein           | 11. Platz 2000/01                       |
| MTV Frisia Lindholm  | Risum-Lindholm        | Nordfriesland         | 12. Platz 2000/01                       |
| TSV Lindewitt        | Lindewitt             | Schleswig-Flensburg   | 13. Platz 2000/01                       |
| TSV Kropp            | Kropp                 | Schleswig-Flensburg   | 14. Platz 2000/01                       |
| PSV Union Neumünster | Neumünster            |                       | Aufsteiger aus der Bezirksoberliga Ost  |
| FT Eider Büdelsdorf  | Büdelsdorf            | Rendsburg-Eckernförde | Aufsteiger aus der Bezirksoberliga Ost  |
| TSV Fahrdorf         | Fahrdorf              | Schleswig-Flensburg   | Aufsteiger aus der Bezirksoberliga Nord |
| FSV Borussia Lübeck  | Lübeck                |                       | Aufsteiger aus der Bezirksoberliga Süd  |
| VfB Lübeck II        | Lübeck                |                       | Aufsteiger aus der Bezirksoberliga Süd  |

## Saisonverlauf
Die Meisterschaft und den direkten Aufstieg in die Oberliga Hamburg/Schleswig-Holstein sicherte sich die zweite Mannschaft von Holstein Kiel. Der Zweitplatzierte TSB Flensburg musste Aufstiegsspiele gegen den Zweiten der Verbandsliga Hamburg bestreiten, wo er Altona 93 unterlag. Am Ende stiegen jedoch beide auf. Die letzten vier Mannschaften mussten aus der Verbandsliga absteigen: der TSV Fahrdorf nach einer Saison, der MTV Frisia Lindholm nach zwei Spielzeiten, der Eckernförder SV nach drei Jahren und der TSV Lindewitt nach vier Jahren.

### Tabelle
| Pl. | Verein                   | Sp. | S  | U  | N  | Tore    | Diff. | Punkte |
| --- | ------------------------ | --- | -- | -- | -- | ------- | ----- | ------ |
| 1.  | Holstein Kiel II         | 30  | 22 | 5  | 3  | 087:170 | +70   | 71     |
| 2.  | TSB Flensburg            | 30  | 20 | 2  | 8  | 080:480 | +32   | 62     |
| 3.  | FT Eider Büdelsdorf (N)  | 30  | 17 | 8  | 5  | 078:390 | +39   | 59     |
| 4.  | Oldenburger SV           | 30  | 15 | 10 | 5  | 049:210 | +28   | 55     |
| 5.  | Itzehoer SV              | 30  | 16 | 7  | 7  | 048:340 | +14   | 55     |
| 6.  | Rot-Weiß Moisling        | 30  | 15 | 5  | 10 | 056:490 | +7    | 50     |
| 7.  | FSV Borussia Lübeck (N)  | 30  | 14 | 5  | 11 | 067:550 | +12   | 47     |
| 8.  | TSV Kropp                | 30  | 12 | 8  | 10 | 040:360 | +4    | 44     |
| 9.  | SV Henstedt-Rhen         | 30  | 11 | 9  | 10 | 064:590 | +5    | 42     |
| 10. | NTSV Strand 08           | 30  | 9  | 8  | 13 | 056:800 | −24   | 35     |
| 11. | VfB Lübeck II (N)        | 30  | 8  | 10 | 12 | 034:300 | +4    | 34     |
| 12. | PSV Union Neumünster (N) | 30  | 7  | 11 | 12 | 051:500 | +1    | 32     |
| 13. | TSV Fahrdorf (N)         | 30  | 7  | 3  | 20 | 042:810 | −39   | 24     |
| 14. | MTV Frisia Lindholm      | 30  | 6  | 5  | 19 | 044:102 | −58   | 23     |
| 15. | Eckernförder SV          | 30  | 4  | 7  | 19 | 044:770 | −33   | 19     |
| 16. | TSV Lindewitt            | 30  | 3  | 5  | 22 | 032:940 | −62   | 14     |

| (M) | Staffelsieger der Verbandsliga Schleswig-Holstein 2000/01     |
| (A) | Absteiger aus der Oberliga Hamburg/Schleswig-Holstein 2000/01 |
| (N) | Aufsteiger aus der Bezirksoberliga 2000/01                    |